# Jungsteinzeitliche Siedlung bei Arnoldsweiler
Die Siedlung aus der Jungsteinzeit bei Düren-Arnoldsweiler ist ein bedeutender Fund für die Archäologie der Bandkeramischen Kultur und der Urgeschichte weit über das Rheinland hinaus. Sie stammt aus dem späten 6. Jahrtausend v. Chr. und gehört der frühesten Phase bäuerlicher Kulturen in der Region an. Sie befindet sich bei Arnoldsweiler, also im linksrheinischen Gebiet an der Trasse der Autobahn 4 zwischen Köln und Aachen. 

## Ausgrabung

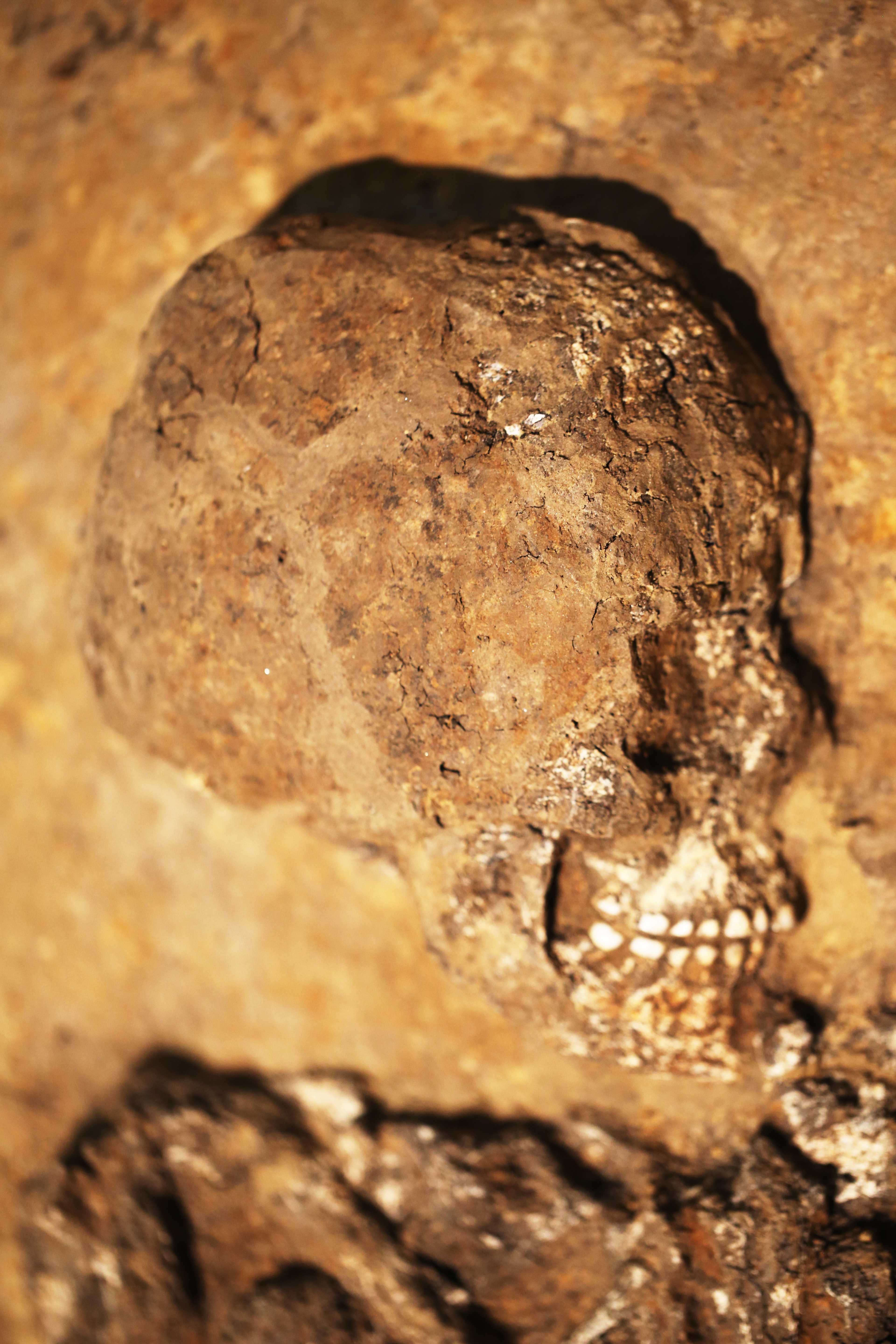
Das gut erhaltene Gebiss der „Lilith“

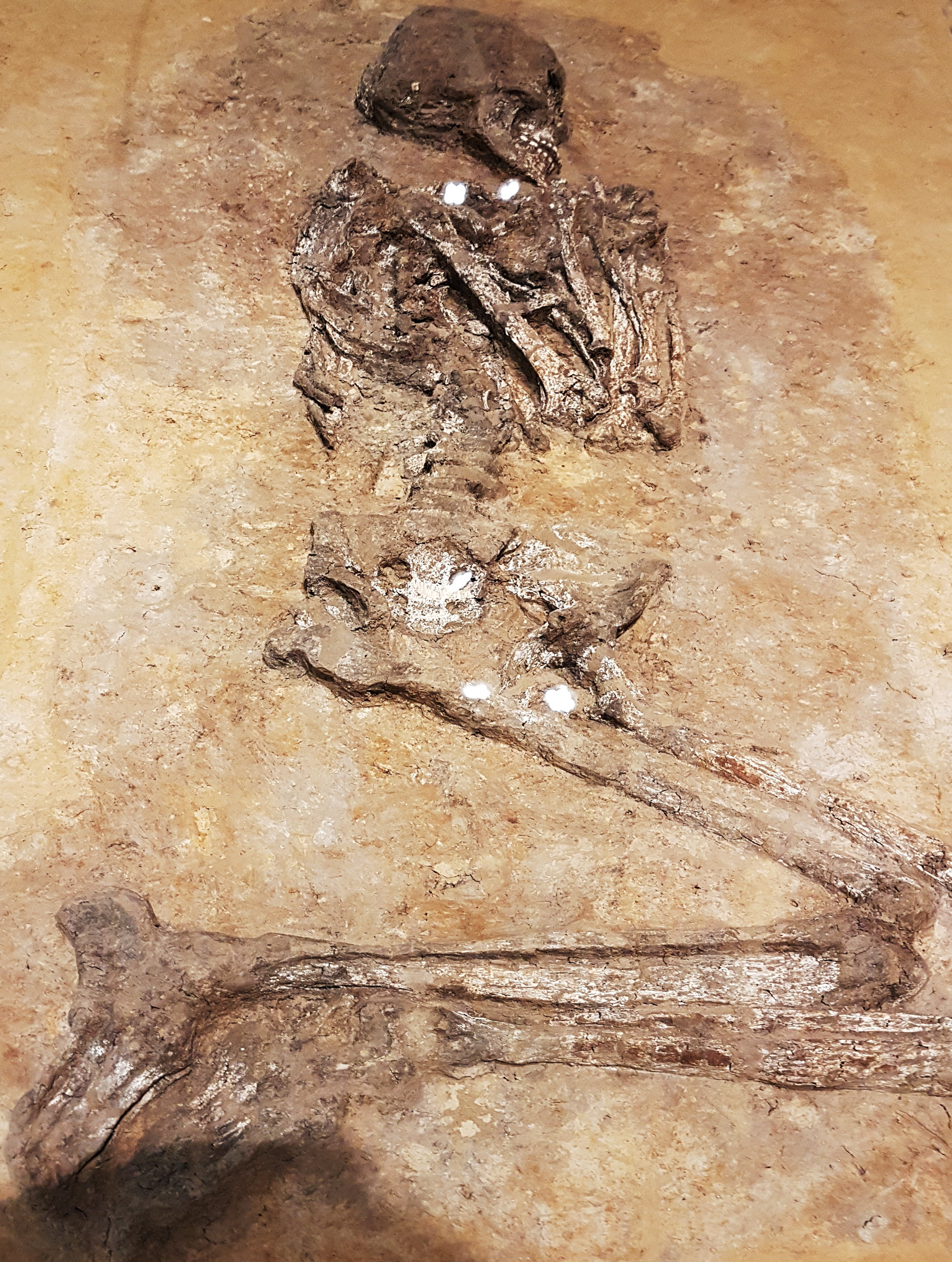
„Lilith“, Skelett einer jungen Frau aus der Jungsteinzeit, heute im Landesmuseum Bonn

Die Grabungen wurden von 2009 bis 2010 durchgeführt. Zu den beteiligten Archäologen zählen Erwin Cziesla, Horst Husmann, Thomas Ibeling und Oliver Ungerath. Es konnten mehr als 40 Hausgrundrisse der bandkeramischen Kultur der Jungsteinzeit freigelegt werden. „Dabei standen in Arnoldsweiler vermutlich kaum mehr als 15 Häuser gleichzeitig“, die Zeit, in der die Siedlung bestand, könnte zwei bis drei Jahrhunderte umfassen. Als eine Art „Gründungsbau“ wurde Haus 1 aufgefasst, zu dem wohl ein kleineres Haus (Haus 2) gehörte. Haus 1 war 32,5 m lang und 9,3 m breit. Es wurde dem Typ Mohelnice zugewiesen, mit Konstruktionsmerkmalen der ältesten wie auch der entwickelten Bandkeramik. Darauf weisen auch Keramikfunde der Stufe „älteres Flomborn“ hin. Möglicherweise betrat man nach Anwachsen der Siedlung durch diesen großen Bau das Gräberfeld, das sich 75 m westlich befand und Abmessungen von 130 mal 90 m aufweist.

## Gräberfeld

### Bandkeramiker
Es wurden 222 Körpergräber freigelegt, dazu drei sichere und vier mögliche Brandgräber. Letztere lagen höher und so ist anzunehmen, dass weitere Brandgräber im Laufe der Zeit dem Pflug zum Opfer gefallen sind. Im nur vier Kilometer entfernten Bürgewald wurden gleichfalls eine große Zahl von Gräbern, nämlich 280 (auch wenn hier keine menschlichen Überreste zutage traten) gefunden, so dass man insgesamt von über 500 Toten ausgeht. Damit ist Arnoldsweiler der drittgrößte bekannte Begräbnisplatz in Deutschland. Er hat ein Alter von 7200 Jahren. Der große Begräbnisplatz barg nach den beiden Neandertalerbestattungen aus der Feldhofer Grotte im Neandertal und den beiden Bestatteten aus dem Doppelgrab bei Bonn-Oberkassel zudem die ältesten Körpergräber des Rheinlandes. 
Im September 2010 wurde das vollständig erhaltene Skelett einer etwa 20 bis 35 Jahre alten Frau freigelegt und Lilith benannt. Es wurde in einem 1,9 Tonnen schweren Block geborgen und in das Rheinische Landesmuseum Bonn gebracht. Die Frau war in Seitenlage mit leicht angewinkelten Beinen und vor das Gesicht gelegten Händen abgelegt worden. Ihr Skelett besteht nur noch aus geringen Mengen an Knochensubstanz; überwiegend aus einer mit Lehm und Wasser verfüllten, nur wenige Millimeter dünnen Calciumphosphatschicht.
In Grab 4925 wurde eine erwachsene Frau entdeckt, an deren Seite ein Neugeborenes beigesetzt worden war. Bei den Bestattungen 5840 und 3359 wurde jeweils ein Kopf beigelegt, einem der Bestatteten lag ein schwerer Holzklotz auf dem Rücken. In Grab 3669 fand man ein Hämatit-Stück, wobei die Fundsituation erweist, dass man unmittelbar am Grab durch Reiben mit einem anderen Mineralstück das Grab mit diesem Pulver färbte. Anderen Gräbern wurde verbranntes Holz beigelegt, wahrscheinlich auch dies Ausdruck von Begräbnisritualen. Damit weichen die Rituale und Beigaben stark von anderen Funden der Bandkeramik ab, was einen Hinweis darauf gibt, wie individuell die Sitten waren. Der „typisch“ bandkeramische Gürtelschmuck mit Spondylusmuscheln, die aus dem Gebiet des Schwarzen Meeres stammten, erreichte offenbar nicht das Rheinland. 

### Spätere Epochen
Aus späteren Abschnitten der Jungsteinzeit stammen Befunde der Michelsberger Kultur sowie zwei Gräber aus dem Endneolithikum, den sogenannten 'Rheinischen Becherkulturen'. Darüber hinaus wurden an gleicher Stelle Siedlungsreste aus der Bronzezeit und der Eisenzeit entdeckt. Relikte einer römischen villa rustica mit mehreren dazugehörigen Gräbern komplettieren das archäologische Gesamtbild.

## Brunnen
Bei der Ausgrabung wurde auch das untere Teilstück eines gezimmerten Brunnenkastens freigelegt. Er war aus Balken von Eichen, Erlen und Eschen gebaut. Der Erhaltungszustand der Hölzer ermöglichte eine dendrochronologische Datierung des Brunnens auf etwa 5100 v. Chr. Damit gehört er mit den Brunnen von Erkelenz-Kückhoven und Merzenich-Bürgewald zu den ältesten des Rheinlandes.